# Porospora foresti
Porospora foresti is een soort in de taxonomische indeling van de Myzozoa, een stam van microscopische parasitaire dieren. Het organisme komt uit het geslacht Porospora en behoort tot de familie Porosporidae. Porospora foresti werd in 1967 ontdekt door Theodorides.